# Langa de Duero
Langa de Duero – gmina w Hiszpanii, w prowincji Soria, w Kastylii i León, o powierzchni 189,91 km². W 2011 roku gmina liczyła 821 mieszkańców.